# XML Paper Specification
XML Paper Specification (XPS) は、ページ記述言語のひとつで、マイクロソフトがWindows Vistaから採用したドキュメント ファイル形式である。2009年6月にECMA-388 Open XML Paper Specification (OpenXPS) として国際標準規格となった。

## XPS の開発
かつてのコード名は「Metro」といった。配布形態、記録方式、レンダリング等の形式が規定されており、そのマークアップ言語はWindows Presentation FoundationによるExtensible Application Markup Language (XAML) のサブセットである。結果としてWindowsアプリケーションのレンダリング手法がそのままXPS文書にも使用可能となる。
XPSはアドビ主導のPortable Document Format (PDF) に対抗するものだが、PDFと異なり動的コンテンツを含むことが出来ない。あくまでも静的な電子文書である。マイクロソフトは2007年6月1日までにXPSDrvソリューションに対し付加機能の追加を行う旨のコメントをした。

## OpenXPSの開発
2007年6月にEcma Internationalの技術委員会 (Technical Committee) 46 (TC46) が立ちあげられ、XPSの標準化作業が開始された。TC46のメンバーはオートデスク、ブラザー、キヤノン、富士フイルム、富士通、Global Graphics、ヒューレット・パッカード、コニカミノルタ、レックスマーク、マイクロソフト、Monotype Imaging、Océ、Pagemark、パナソニック、QualityLogic、リコー、Software Imaging、東芝、ゼロックス、Zoranで構成された。
2009年6月にOpenXPSとしてXPSとはいくらか互換性がないが規格が決定した。
| 変更点                         | OpenXPS 1st Edition    | XPS                                |
| ------------------------------ | ---------------------- | ---------------------------------- |
| スキーマのURI名前空間          | XPSとOpenXPSでは異なる | XPSとOpenXPSでは異なる             |
| Content Type                   | application/oxpsを推奨 | application/vnd.ms-xpsdocumentのみ |
| 拡張子                         | *.oxpsを推奨           | *.xpsのみ                          |
| X3Dの実装                      | オプションである       | 既に実装している                   |
| カラープロファイルの相互運用性 | 仕様が厳密である       | 仕様が厳密ではない                 |
| 独自の参照の仕組みの削除       | 参照不可               | 参照可                             |

## ソフトウェアとハードウェアのサポート
マイクロソフトはWindows VistaでXPSの閲覧および出力を標準でサポートしたが、Windows 10バージョン1803以降では、標準ではインストールされなくなった。マイクロソフト以外のXPSの取り扱いは、ソフトウェアとハードウェアのいずれかまたは両方での対応が増えてきている。Windows以外の環境、macOSやGNU/Linux環境においても、KDEプロジェクトのOkularやNiXPSをはじめ、XPSに対応したものがある。